# Americký ústav pro ropu
Americký ústav pro ropu (anglicky American Petroleum Institute, zkratka API) je největší sdružení zastupující zájmy petrochemického průmyslu v USA. Má sídlo ve Washingtonu a sdružuje přibližně 600 firem a organizací, činných v produkci ropy, její rafinaci, distribuci a v dalších oborech ropného průmyslu. Veřejně se vyjadřuje k tématům, jako je těžba ropných ložisek (nalezišť), spotřeba ropy, daně, obchodování ropnými produkty, ochrana životního prostředí a bezpečnost práce. Důležitou oblastí činnosti je vývoj technických pokynů a norem. Vliv API sahá daleko za hranice USA.

## Popírání klimatické změny
Již v roce 1954, tedy několik let před zveřejněním Keelingovy křivky, pracovníci API zjistili, že spalování fosilních paliv vede k nárůstu koncentrace oxidu uhličitého v atmosféře. V roce 1959 na sympoziu pořádaném API u příležitosti 100. výročí ropného průmyslu v USA přednášel fyzik Edward Teller o globálním oteplování. V roce 1965, tři dny poté, co vědci vydali pro tehdejšího amerického prezidenta Lyndona B. Johnsona zprávu o nebezpečí klimatických změn, se o ní diskutovalo na výročním zasedání Amerického ústavu pro ropu. Tehdejší prezident API Frank N. Ikard zde shromážděným předním americkým průmyslníkům řekl: Tato zpráva nepochybně vyvolá emoce, obavy a požadavky na přijetí opatření. Podstata zprávy spočívá v tom, že je ještě čas zachránit národy světa před katastrofálními důsledky znečištění, ale čas se krátí. Jednou z nejdůležitějších předpovědí zprávy je, že spalováním uhlí, ropy a zemního plynu se do zemské atmosféry přidává oxid uhličitý takovou rychlostí, že do roku 2000 bude tepelná bilance změněna natolik, že možná způsobí výrazné změny klimatu, které přesáhnou možnosti místních nebo dokonce národních opatření. Zpráva dále uvádí, cituji: "...znečištění způsobené spalovacími motory je tak závažné a roste tak rychle, že nalezení alternativního neznečišťujícího způsobu pohonu automobilů, autobusů a nákladních vozidel se pravděpodobně stane národním zájmem."
V roce 1968, tedy zhruba o dvě desetiletí dříve než veřejnost, informoval API také Stanfordský výzkumný institut o tom, že emise oxidu uhličitého ze spalování fosilních paliv představují pro Zemi značné nebezpečí. Vědci mimo jiné ústav varovali, že změna klimatu způsobená člověkem povede k tání Arktidy a ke zvyšování hladiny moří.
Přesto API na veřejnosti po desetiletí popíral, že je existence klimatických změn vědecky podložená. Namísto toho pomáhal záměrně podkopávat výzkum a politiku v oblasti klimatu, aby chránil své obchodní cíle. Ústav mimo jiné financoval popírače klimatické změny, konzervativní think-tanky popírající existenci globálního oteplování, a různé krycí organizace organizovaného popírání změny klimatu včetně Globální klimatické koalice (Global Climate Coalition). Tu zpočátku vedl William O'Keefe z Amerického ústavu pro ropu, a výrazně se tak podílel na boji proti ratifikaci Kjótského protokolu v USA. API sehrála také klíčovou roli při útocích na hlavního autora druhé zprávy IPCC Benjamina D. Santera, jejichž cílem bylo zdiskreditovat druhou hodnotící zprávu IPCC i Mezivládní panel pro změnu klimatu (Intergovernmental Panel on Climate Change; IPCC) jako celek; zpětně se ukázalo, že útoky byly neopodstatněné. Tato dezinformační kampaň API zaměřená na veřejnost začala již v roce 1980, rok poté, co byla založena tajná pracovní skupina petrochemického průmyslu pro monitorování vývoje klimatické vědy. Mezi ústavem sponzorovanými osobami byl i Willie Soon, jehož práci mnozí citují jako důkaz proti globálnímu oteplování způsobenému člověkem, ale klimatologové ji odmítají kvůli závažným metodologickým a věcným nedostatkům.